# Tipula suttoni
Tipula suttoni är en tvåvingeart som beskrevs av Alexander 1934. Tipula suttoni ingår i släktet Tipula och familjen storharkrankar. Inga underarter finns listade i Catalogue of Life.